# Smirnow
Smirnow, także Smirnoff – według jednego z badań najpopularniejsze rosyjskie nazwisko (według innych źródeł najpopularniejszy jest Iwanow). W wersji żeńskiej Smirnowa.
- Andriej Smirnow – reżyser rosyjski
- Andrzej Smirnow – polski polityk, poseł na sejm
- Igor Smirnow (ujednoznacznienie)
- Tamara Smirnowa – rosyjska astronom, odkrywczyni wielu planetoid i komety.
- Siergiej Smirnow (ujednoznacznienie)
- Władimir Smirnow (ujednoznacznienie)
- Aleksiej Smirnow – rosyjski tenisista stołowy